# Nemoleon lentus
Nemoleon lentus är en insektsart som först beskrevs av Navás 1936.  Nemoleon lentus ingår i släktet Nemoleon och familjen myrlejonsländor. Inga underarter finns listade i Catalogue of Life.